# واياناد
واياناد رمزها «WA» (بالإنجليزية: Wayanad)‏ ، هو تقسيم إداري لدولة الهند تتبع ولاية كيرلا (بالإنجليزية: Kerala)‏ ، مركزها هو مدينة كالبيتا (بالإنجليزية: Kalpetta)‏ عدد سكانها حسب تعداد سنة 2001 هو 786,627 ، مساحتها 2,131 كم² وكثافة السكان 369 لكل كم² .

## أعلام
- سوني واين
- سوشانت ماتيو